# Bradel (reliure)
Pour un article plus général, voir Reliure.

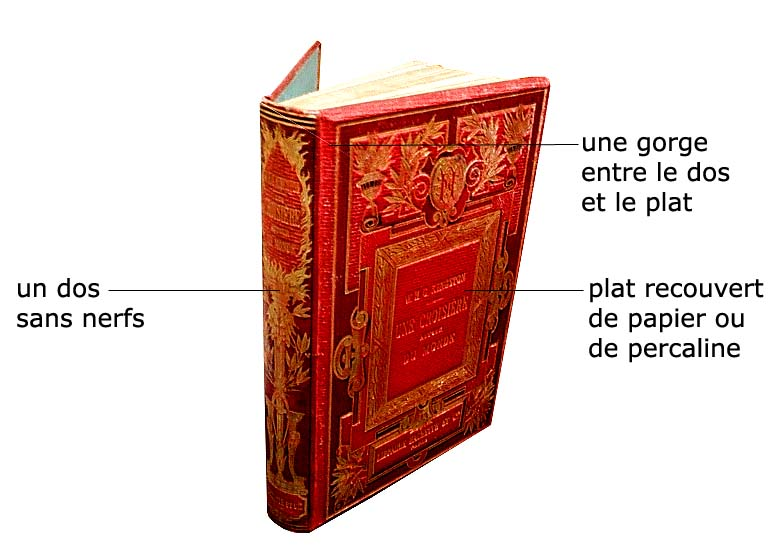
Description de la reliure dite « à la Bradel ».

Une reliure est dite « à la Bradel » lorsqu'elle se présente sous la forme d’un livre cartonné présentant une gorge entre le dos et le plat (couverture avant). En reliure, on parle d'un emboîtage avec un  dos brisé  qui n'est pas collé contre les cahiers. Cette structure a la particularité de tenir par les gardes. Elle tire son nom du relieur François-Paul Bradel (actif entre 1770 et 1795). Elle a donné naissance aux cartonnages utilisés par l'industrie.

## Historique
Le nom de cette reliure vient de François-Paul Bradel dit l'Aîné, un relieur actif à Paris entre 1770 et 1795, issu d'une famille illustre de relieurs. Il aurait été le premier à mettre en pratique cette technique de cartonnage, toutefois ce fait reste sujet à caution. Ce sont vraisemblablement les relieurs allemands qui l'ont utilisée les premiers, dans le but de protéger les livres en attente d’une reliure définitive. Aussi, d'après le site de la Bibliothèque nationale de France, François-Paul Bradel l'aurait « importé[e] d'Allemagne en France, dans les années 1770 ».
Si Lesné cite bien Bradel dans son poème[citation nécessaire], il ne le considère que comme l'importateur de la technique. Par ailleurs, Lesné ne dit pas non plus de quel Bradel il s’agit. Comme le souligne Thoinan[citation nécessaire], il y avait à l’époque plusieurs Bradel exerçant le métier de relieur. Pour autant, plus personne aujourd’hui ne conteste l’usage de cette expression, qui reste couramment employée par les libraires spécialisés en livres anciens et par les relieurs.

## Description
Le dos est dit « brisé » car il n’est pas collé aux cahiers ; on peut donc ouvrir complètement le livre sans risque et constater l’espace qui se crée. Le dos est généralement lisse et sans nerfs devenus inutiles. Les gouttières, espaces entre le dos et les plats, créées aux charnières sont caractéristiques des reliures à la Bradel. Plus rapide à fabriquer, plus économique et relativement plus pratique, ce type de reliure connut un vif succès au XIXe siècle.
Les reliures modernes permettent toutes les combinaisons autour du Bradel (papier-toile-cuir, pleins, à coins, à bandes…), qui est devenu un genre à part entière. Cette reliure est jugée élégante et convient aux livres peu épais et légers, d'usage peu fréquent. A contrario, tenant uniquement par les cahiers de gardes, elle ne convient pas pour un livre lourd et épais.